# Ruta nacional PE-06 B
La ruta nacional PE-06 B es un ramal del eje transversal PE-06 que comunica las provincias de Chota y Santa Cruz en Cajamarca. Permite la conexión de la ciudad de Santa Cruz de Succhabamba con Chiclayo por el oeste y con Chota por el este.
La mayor parte de la carretera se encuentra en regular o mal estado, con pavimento básico y un ancho promedio de 4.3 metros.

## Trayectoria
Emp. PE-06 A (Pte. El Cumbil) - Catache - Sta. Cruz de Succhabamba - Chancay Baños - Emp. PE-3N (Chamana).